# GlassFish Metro
Metro é uma pilha de código aberto para serviços web que é parte do projeto GlassFish, assim ele também pode ser usado em uma configuração isolada. Componentes do Metro incluem a IR JAXB, IR JAX-WS, IR SAAJ, SJSXP e WSIT. Ele está disponível sob a licença CDDL e GPLv2 (com exceção do classpath).
É patrocinado pela Oracle.

## História
Originalmente, o projeto GlassFish desenvolveu dois projetos semi-independentes:
- A IR JAX-WS, a Implementação de Referência da especificação JAX-WS
- WSIT, uma implementação Java de algumas das WS-* e um maior apoio para interoperabilidade com o Framework .NET. É baseado na IR JAX-WS como "camada de Serviço Web".

Em Junho de 2007, foi deliberado fundir esses dois componentes em um único componente denominado Metro.

## Fatia de mercado
Metro é empacotado com o Java SE 6 para que permitir que usuários do Java SE 6 consumam Serviços Web.
O Metro vem com vários Servidores de Aplicação como:
- GlassFish
- Sun Java System Application Server Plataform Edition 9.x
- Oracle WebLogic Server
- JBoss (a partir da versão 5.x)
- TmasSoft JEUS 6.x

A implementação de referência JAXB desenvolvida para o Metro é usada em todo framework de Serviço Web Java (Apache Axis2, Codehaus XFire, Apache CXF) e Servidores de Aplicação virtualmente.

## Funcionalidades
Metro compara-se bem com outros frameworks de serviços web em termos de funcionalidade. Uma comparação é fornecida por Codehaus em , que compara o Apache Axis 1.x, Axis 2.x, Celtix, Glue, JBossWS, Xfire 1.2 e a IR JAX-WS + WSIT (o pacote ainda não tinha sido nomeado como Metro neste momento).